# Yushania maling
La Yushania maling és una espècie de bambú del gènere Yushania de la família de les poàcies, ordre de les poals, subclasse Commelinidae, classe Liliopsida, divisió dels magnoliofitins. Sinònims: Arundinaria maling (Gamble.), Fargesia maling ((Gamble) J.J.Campbell), Sinarundinaria maling ((Gamble) C.S.Chao i Renvoize).
Es fa en altituds d'entre els 1.600 i els 3.000 metres a la zona dels Himàlaies, i és probablement l'espècie de bambú més abundant del Nepal .
Fa una alçada entre els tres i els quatre metres i mig, per bé que pot arribar als nou. Arriba a suportar temperatures de -25 °C. D'arrels molt profundes, constitueix una bona eina per a combatre l'erosió del sòl.